# Arctostaphylos catalinae
Arctostaphylos catalinae, the Santa Catalina Island manzanita, là một loài Arctostaphylos thuộc họ Ericaceae. Đây là loài đặc hữu của California, ở quần đảo Channel, đặc biệt, đảo Catalina.

## Hình ảnh

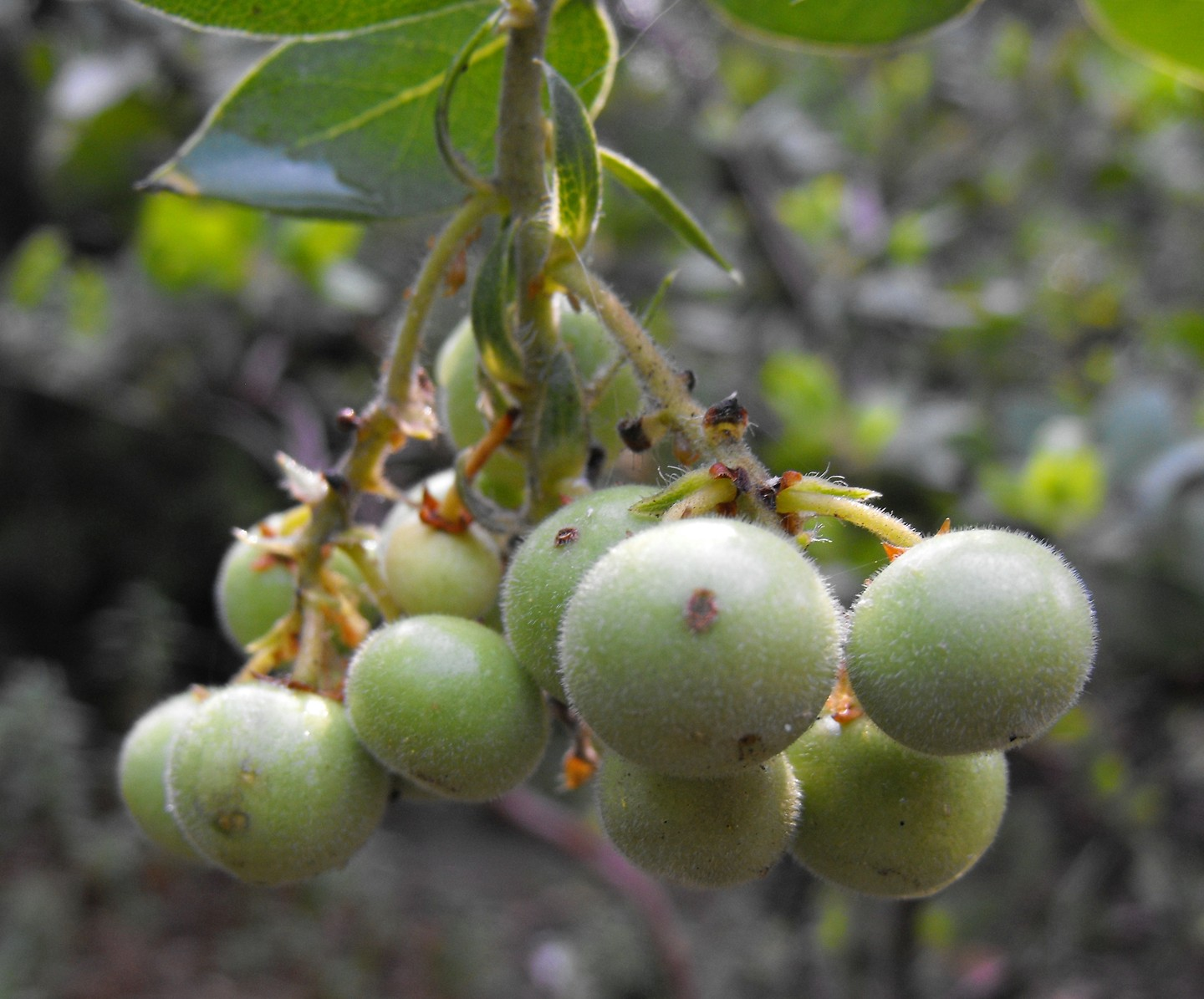
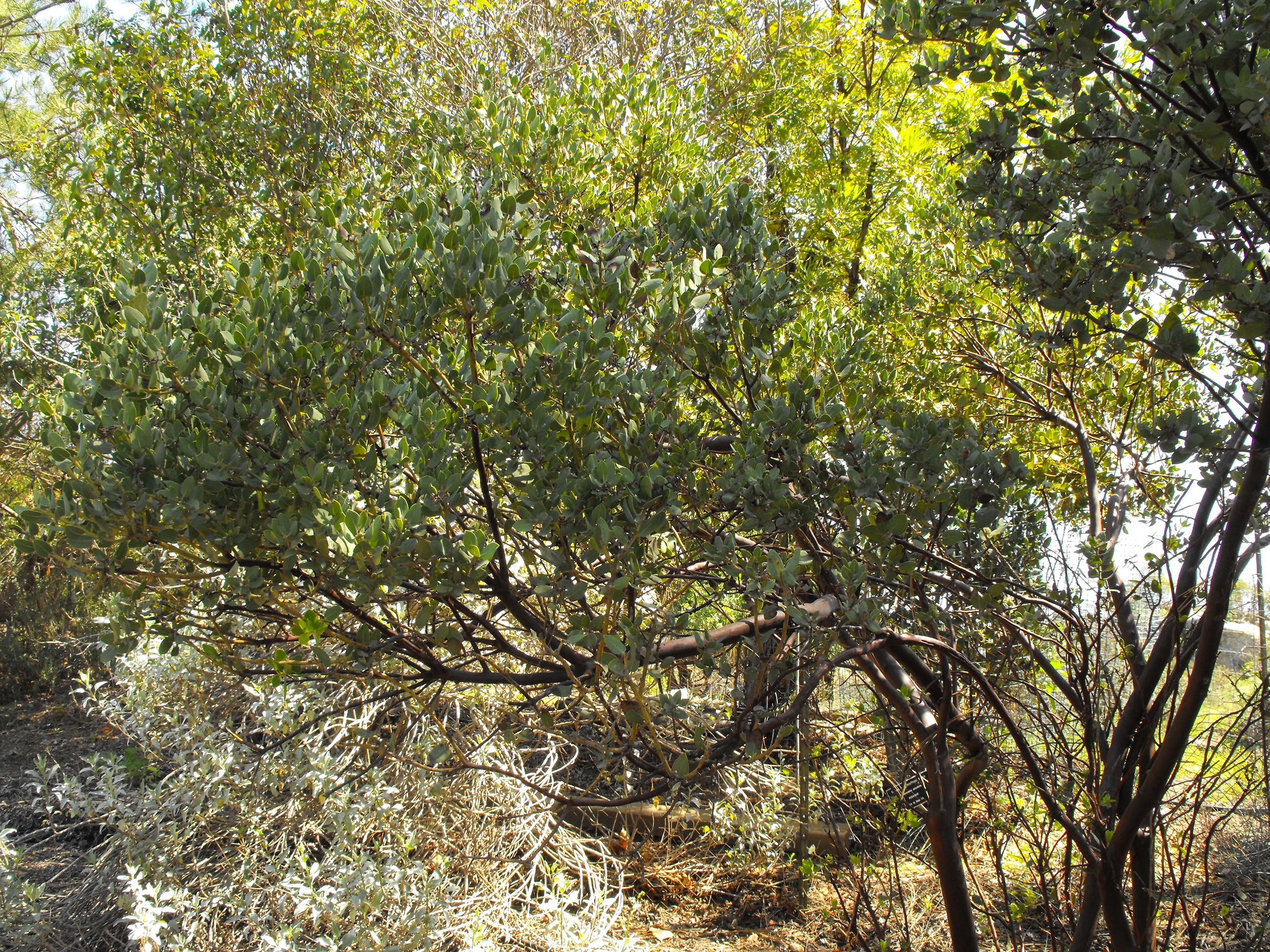
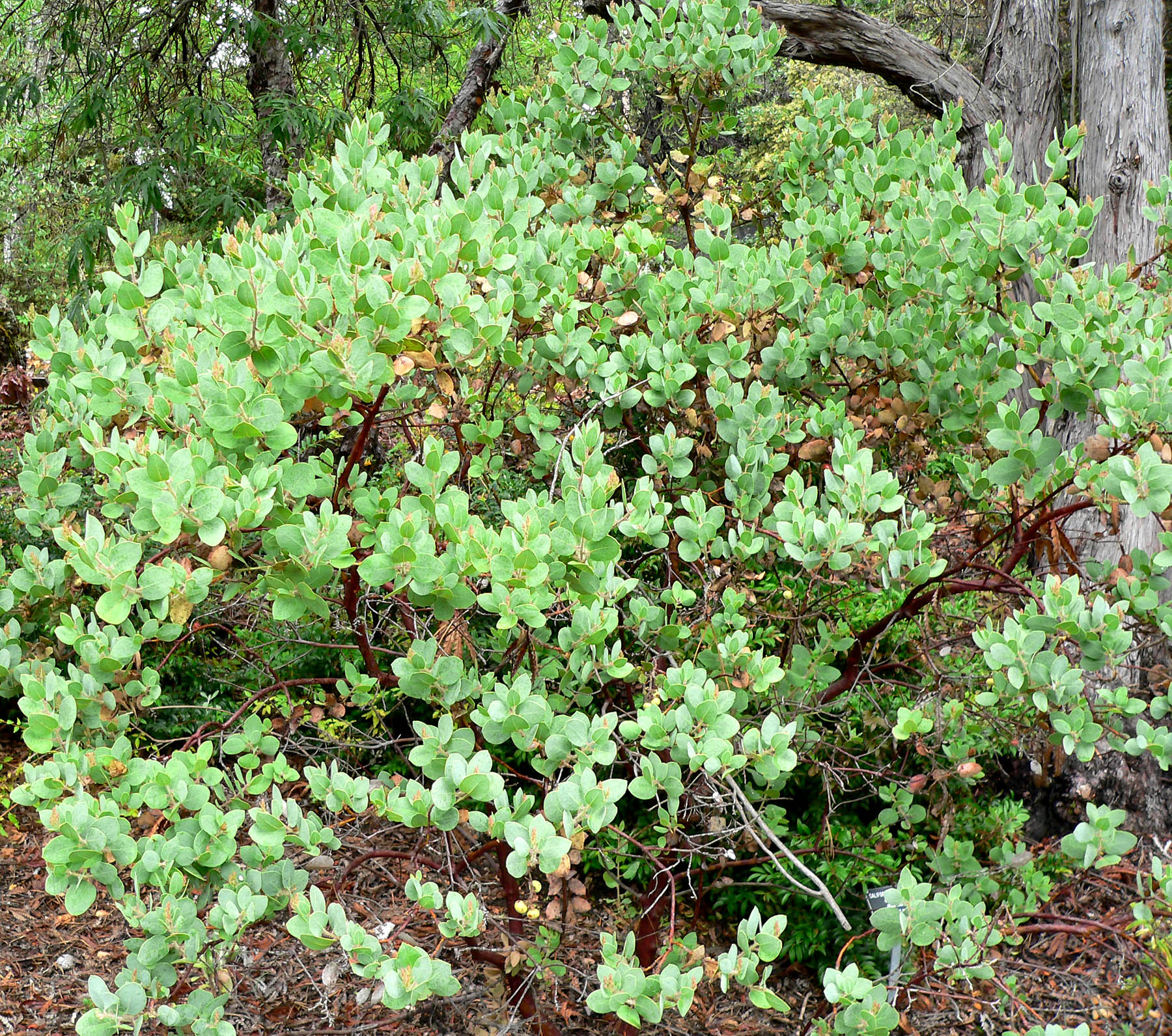
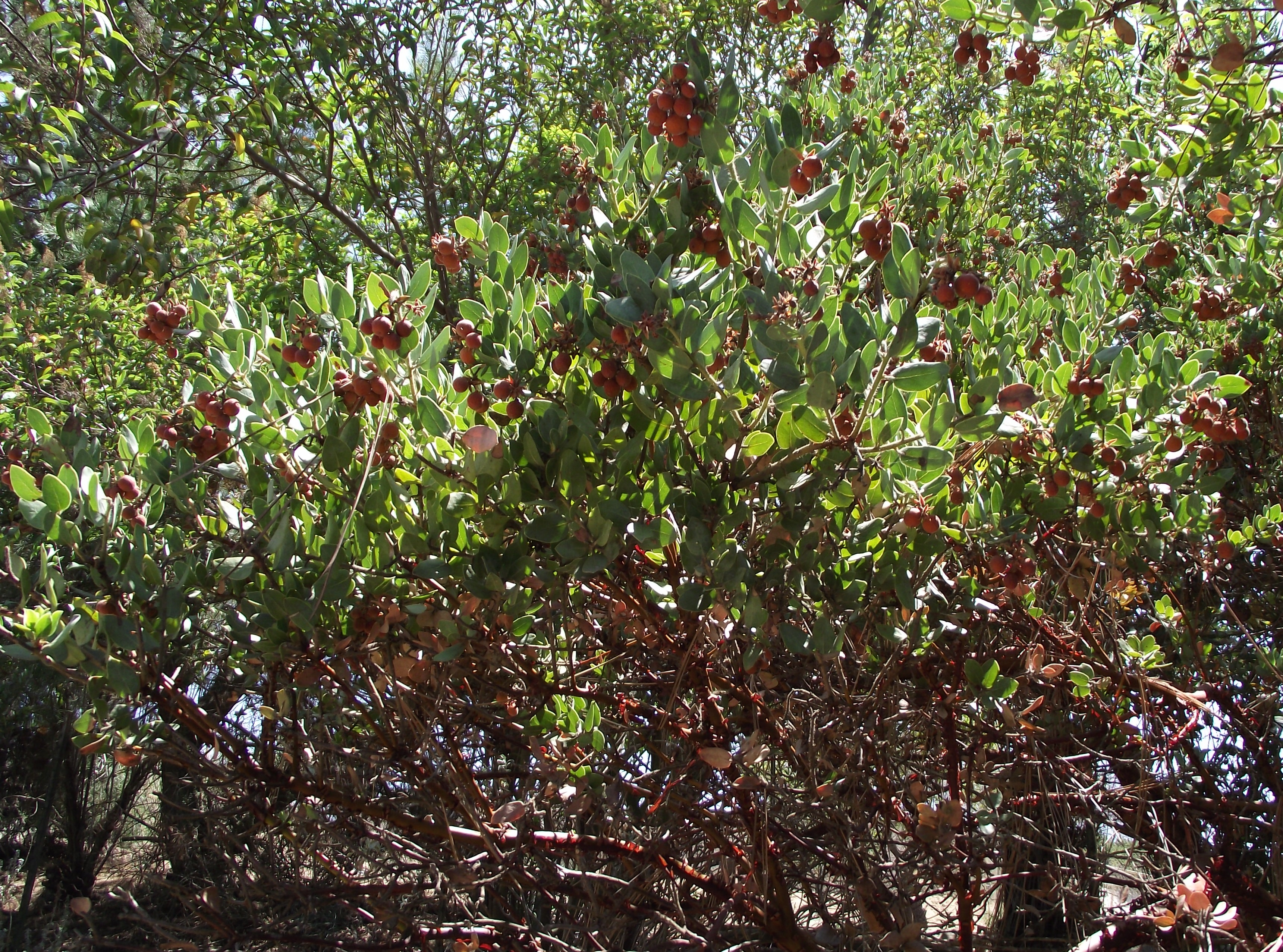